# Apocryptophagus explorator
Apocryptophagus explorator är en stekelart som först beskrevs av Charles Coquerel 1855.  Apocryptophagus explorator ingår i släktet Apocryptophagus och familjen fikonsteklar. Inga underarter finns listade i Catalogue of Life.